# 傾城 (2013年專輯)
《傾城－陳潔儀×趙增熹音樂會Live》是新加坡華語歌手陳潔儀與香港音樂人趙增熹在2013年合作的“傾城音樂會”現場專輯。

## 歌曲收錄
- 傾城
- 揭曉
- 喜歡你
- 愛情在那天開始
- 早去早回
- 兄妹
- Orchestra Solo: Cinema Paradiso
- 等了又等
- 忘記他
- Send in the Clowns
- Sympathique
- 只要你相信
- 來夜方長 (陳潔儀  蘇永康 合唱)
- 原來只要為你活一天
- 麻醉
- 拔河
- 左右手
- 擔心
- 選擇 (陳潔儀  林子祥 合唱)
- 我怕
- 炫耀
- 心痛
- 心動
- 追

## 外部連接
- 豆瓣音乐上《傾城－陳潔儀×趙增熹音樂會Live》的資料 （简体中文）
- 蝦米音樂上《傾城－陳潔儀×趙增熹音樂會Live》 （页面存档备份，存于）的資料（简体中文）
- 網易云音樂上《傾城－陳潔儀×趙增熹音樂會Live》 （页面存档备份，存于）的資料（简体中文）

1. ↑  . Toronto Public Library.   [2020-01-13] （英语）.
2. ↑  . news.hkheadline.com.hk.   [2020-01-13].